# Франц Шимер
Франц Шимер (нім. Franz Schiemer, * 21 березня 1986, Гаг-ам-Гаусрук) — австрійський футболіст, захисник, згодом тренер.
Також відомий виступами за клуби «Рід», «Аустрія» (Відень) та національну збірну Австрії.
Дворазовий володар Кубка Австрії. Дворазовий чемпіон Австрії.

## Клубна кар'єра
Вихованець футбольної школи клубу «Рід». Дорослу футбольну кар'єру розпочав 2003 року в основній команді того ж клубу, в якій провів два сезони, взявши участь у 53 матчах чемпіонату.  Більшість часу, проведеного у складі «Ріда», був основним гравцем захисту команди.
Своєю грою за цю команду привернув увагу представників тренерського штабу клубу «Аустрія» (Відень), до складу якого приєднався у 2005 році. Відіграв за віденську команду наступні чотири сезони своєї ігрової кар'єри. За цей час виборов титул чемпіона Австрії, а також володаря Кубка Австрії (двічі).
До складу клубу «Ред Булл» приєднався у 2009 році. Наразі встиг відіграти за команду з Зальцбурга 116 матчів у національному чемпіонаті.

## Виступи за збірну
У 2007 році дебютував в офіційних матчах у складі національної збірної Австрії. Провів у формі головної команди країни 25 матчів, забивши 4 голи.

## Титули і досягнення
- Володар Кубка Австрії (4):

«Аустрія» (Відень):  2006–07, 2008–09
«Ред Булл» (Зальцбург): 2011-12, 2013-14
- Чемпіон Австрії (4):

«Аустрія» (Відень): 2005–06
«Ред Булл» (Зальцбург): 2009–10, 2011-12, 2013-14